# Мици Гејнор
Мици Гејнор (енгл. Mitzi Gaynor; Чикаго, 4. септембар 1931 — Лос Анђелес, 17. октобар 2024) била је америчка глумица, плесачица и певачица.